# Альсира (футбольный клуб)
«Альси́ра» (исп. UD Alzira) — испанский футбольный клуб из одноимённого города, в провинции Валенсия в одноимённом автономном сообществе. Клуб основан в 1922 году, домашние матчи проводит на стадионе «Луис Суньер Пико», вмещающем 8 000 зрителей. В Примере команда никогда не выступала, лучшим результатом является 18-е место в Сегунде в сезоне 1988/89.

## Прежние названия
- 1922—1926 — «Alcira Foot-Ball Club»
- 1931—1946 — «Agrupación Deportiva Alzira»
- 1946 — «Unión Deportiva Alzira»

## Сезоны по дивизионам
- Сегунда — 1 сезон
- Сегунда B — 9 сезонов
- Терсера — 38 сезонов
- Региональные лиги — 22 сезона

## Достижения
- Сегунда B
  - Победитель: 1987/88
- Терсера
  - Победитель (3): 1983/84, 1985/86, 2007/08

## Бывшие игроки
- Давид Альбельда
- Хосе Франсиско Молина
- Брюно Коанье Токам
- Феликс Джа Эттьен
- Луис Лоуренсо

## Главные тренеры
- Роберто
- Висенте Пикер (1982)